# Hipotekarna banka (Novi Sad)
Budova bývalé banky Hipotekarna banka se nachází v srbském městě Novi Sad. Je umístěna v historickém centru města, nedaleko náměstí svobody. Její adresa je Modene 7. V současné době v ní sídlí úřad daňové správy.

## Historie
Strohá funkcionalistická stavba s řadou prvků klasicistní architektury byla realizována během druhé světové války. V roce 1940 byla vypsána veřejná soutěž na novou budovu banky Hipotekarna banka, která plánovala realizovat své sídlo v Novém Sadu. V soutěži byl jako vítězný návrh oceněn projekt architektů Tihomira Ivanoviće a Bogdana Ignjatoviće. Stavební práce byly zahájeny ještě v tom samém roce, první výkop byl uskutečněn v dubnu 1940. Pokračovaly i po obsazení města maďarskou armádou v dubnu 1941. Hrubá stavba byla dokončena roku 1942. V závěru války byly práce přerušeny a obnoveny opět v roce 1946. Budova byla slavnostně otevřena v roce 1947.